# Stazione di Valtesse
La stazione di Valtesse era una fermata della ferrovia della Valle Brembana a servizio all'omonimo quartiere.

## Storia
La fermata fu aperta il 1º luglio 1906, al completamento  della ferrovia della Valle Brembana fino a San Pellegrino Terme. Il 15 ottobre dello stesso anno, la linea ferroviaria fu prolungata fino a San Giovanni Bianco per raggiungere Piazza Brembana il 31 luglio 1926.
Il servizio viaggiatori fu soppresso il 17 marzo 1966 insieme all'intera linea ferroviaria.

## Strutture ed impianti
Il fabbricato viaggiatori era posto alla progressiva chilometrica 4+086. Si tratta di una costruzione in muratura a due livelli che esternamente è ornata da elementi liberty, come le altre costruzioni della FVB.
Il piazzale era composto dal solo binario di corsa della linea ferroviaria.

## Movimento
La fermata era servita dai treni omnibus e accelerati Bergamo-San Giovanni Bianco fino al 1926, quando, a seguito dell'apertura della linea per Piazza Brembana, furono prolungati fino al nuovo capolinea.